# Juneda
Juneda là một đô thị trong tỉnh Lleida, cộng đồng tự trị Cataluña Tây Ban Nha. Đô thị Juneda có diện tích là 47,35 ki-lô-mét vuông, dân số năm 2009 là 3847 người với mật độ 73,64 người/km². Đô thị Juneda có cự ly km so với tỉnh lỵ Lleida.